# Fleuve Nelson
Pour les articles homonymes, voir Nelson.
Le fleuve Nelson coule sur une distance d'environ 660 km du lac Winnipeg vers la baie d'Hudson, près de l'ancien poste de traite des fourrures York Factory, Manitoba, Canada.

## Géographie
Alimenté par les affluents du lac Winnipeg, dont les rivières  Saskatchewan, Rouge, Assiniboine et Winnipeg, le bassin versant du fleuve Nelson et ses affluents comprend en partie quatre provinces canadiennes (Alberta, Saskatchewan, Manitoba et Ontario) et quatre États américains (Montana, Dakota du Nord, Dakota du Sud et Minnesota) et il couvre environ 1 million de kilomètres carrés de prairies et de forêt boréale. En dépit de sa grande superficie, qui est semblable à celle du fleuve Saint-Laurent et des Grands Lacs, le débit naturel du fleuve Nelson à son embouchure ne dépasse pas 2 370 m3/s. Avec son affluent principal, la rivière Saskatchewan, le fleuve Nelson a une longueur d’environ 2 600 km.

## Étymologie
Le nom du fleuve provient d’un explorateur anglais, Thomas Button, qui a passé l’hiver 1612 à l’embouchure du fleuve. Button voulait honorer le mémoire de son commandant de navire Robert Nelson, décédé lors du séjour.

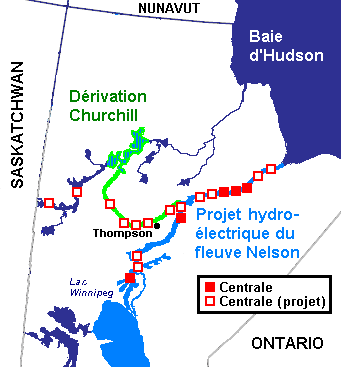
Centrales hydroélectriques actuelles et projetées sur les fleuves Churchill et Nelson, Manitoba, Canada (2006))

## Développement hydroélectrique

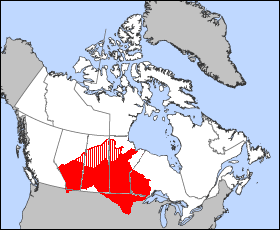
bassin du Fleuve Nelson et bassin du cours supérieur du fleuve Churchill (zone rayée)

Avec une dénivellation d’environ 217 mètres entre le lac Winnipeg et la mer, le fleuve Nelson est devenu le plus important complexe hydroélectrique de la société d’État Manitoba Hydro. Les centrales du fleuve Nelson ont une puissance installée totale de 3 900 MW (2006) et produisent environ 23,2 térawatts-heures (TWh) d'électricité chaque année. Les centrales Kelsey, Kettle, Long Spruce, Jeppeg et Limestone sont entrées en production entre 1960 et 1990 et Manitoba Hydro projette d’en construire d'autres, dont la centrale Conawapa sur le cours inférieur du fleuve d'une puissance de 1 380 MW et une production annuelle d’environ 7,0 TWh d’électricité.
De plus, le fleuve Churchill, qui se trouve à environ 160 km au nord, est dérivé vers le fleuve Nelson depuis 1977. Du lac Southern Indian sur le fleuve Churchill, le Nelson reçoit en moyenne 760 m3/s d’eau, soit 60 % du débit naturel du Churchill dont la superficie du bassin versant du cours supérieur s’élève à environ 230 000 km2. Le débit du fleuve Nelson aménagé atteint maintenant environ 3 130 m3/s. L’exutoire naturel du lac Winnipeg a aussi été aménagé afin d'augmenter la production hydroélectrique des centrales du Nelson en hiver. Depuis 1979, le cycle naturel du lac Winnipeg a donc été inverti : le lac atteint son niveau maximal à l’automne et son niveau minimal au printemps.